# 1002
1002. је била проста година.

## Догађаји
- 23. јануар — Отон III, цар Светог римског царства, умире након 19 година владавине, не оставивши сина или брата који би га наследио.
- 15. фебруар — На скупштини ломбардских племића у Павији, Ардуин Иврејски (унук бившег краља Беренгара II) крунисан је за краља Италије. Ардуина подржава Арнулф II, милански надбискуп.
- 7. јун — Хајнрих II, рођак Отона III, изабран је и крунисан за краља Немачке. Хајнрих не признаје крунисање Ардуина. Отон од Вормса повлачи своју номинацију за титулу цара Светог римског царства и добија војводство Корушку.
- 13. новембар — Енглески краљ Етелред Неспремни наређује покољ свих Данаца који живе у његовој држави. Етелред се жени Емом од Нормандије, ћерком норманског војводе Ришара I.
- Отпочео рат између византијског цара Василија II и бугарског цара Самуила.

- Устанком Полабских Словена, саксонски феудалци су изгубили земље иза Лабе. Бодрићи и Љутићи су стекли независност.
- Болеслав I Храбри је заузео земље Полабских Словена (Лужичана и Милчана).
- Велики прогон хришћана у Кинеском царству.
- Суријаварман I постаје владар Камбоџе.
- Арапи безуспешно опседају Бари, центар византијске власти у Италији, неколико месеци.
- Византијске трупе изводе војне операције у источној Бугарској. После осмомесечне опсаде, заузимају Видин (Бдин), затим градове Плисков и Преслав са околином.
- Покушај Гренланђана Тхорфиннс Карлсефн да се пресели у Винланд. 60 мушкараца и неколико жена овде проводи две године, али су принуђени да напусте земљу због сукоба са локалним становништвом.

## Рођења
- 21. јун — Лав IX, римски папа (у. 1054)

## Смрти
- 23. јануар — Отон III, немачки краљ и цар Светог римског царства (р. 980)